# حدائق العاصمة (مدينة)
حدائق العاصمة هي مدينة مصرية جديدة من مدن الجيل الرابع وهي مدينة مستقله تماما عن مدينة بدر ولها جهاز إداري متكامل خاص بها ، تقع في محافظة القاهرة، وتتبع إدارياً لهيئة المجتمعات العمرانية الجديدة، أنشأت بقرار رئيس جمهورية مصر العربية رقم 640 لسنة 2020،، تقع شرق مدينة بدر، يحدها من الغرب الطريق الدائري الإقليمي، ومن الجنوب طريق القاهرة - السويس الصحراوي من كيلو 56 الي كيلو 75، ويحدها من الشمال خط سكة حديد (عين شمس – السويس) ومن الشرق طريق التل الكبير.
تبعد المدينة مسافة عشرات الكيلومترات فقط عن العاصمة الإدارية الجديدة، وتقع على حدود مدينة بدر من الجهة الشرقية، كما أنها تطل على طريق القاهرة - السويس الصحراوي وتتصل حدائق العاصمة بالعاصمة الإدارية الجديدة بواسطة الطريق الدائري والقطار الكهربائي الخفيف LRT. وتبلغ مساحة المدينة 33800 فدان.

## الجغرافيا

### الموقع
تقع المدينة الجديدة على طريق القاهرة – السويس مباشرةً، يحدها من الغرب الطريق الإقليمي، ومن الجنوب طريق القاهرة – السويس من الكيلو 56 حتى الكيلو 75، ويحدها شمالًا خط سكة حديد عين شمس – السويس ومن الشرق طريق التل الكبير، ويمكن لساكنيها وموظفيها الوصول الى أي مكان في خلال دقائق من خلال المحاور الرئيسية وبالطبع قربها من المدن الجديدة كمدينة الشروق ومدينة بدر ومدينة المستقبل.

## المخطط العام
تضم مدينة حدائق العاصمة:
- مناطق إسكان متنوعة الكثافة بمساحة حوالي 8500 فدان.
- مناطق خدمات على المستويات التخطيطية المختلفة للمدينة.
- مناطق صناعية ومشروعات استثمارية بمساحة حوالي 3000 فدان.
- محاور خضراء ومناطق لوجستية ومشروعات سياحية بمساحة حوالي 1300 فدان.
- مشروع كومباوند نور، بمساحة 5000 فدان.
- خدمات إقليمية وترفيهية بمساحة حوالي 2000 فدان.
- أنشطة ترفيهية، ثقافية، سياحية بمساحة حوالي 600 فدان.
- مناطق إدارية وتنموية ومركز مال وأعمال، وجامعات ومناطق متعددة الاستخدام بمساحة حوالي 600 فدان.

## الخدمات
يتم حاليًا إنشاء العديد من المشروعات الخدمية، حتى تتوافر كافة احتياجات السكان، ومن أهم هذه الخدمات:
- مستشفى ووحدات صحية
- دور عبادة
- مدارس وحضانات
- أسواق تجارية
- ملاعب رياضية ومراكز شباب
- محطات وقود سيارات
- قسم شرطة
- موقف أقليمي
- مخابز

### الإسكان
- يتضمن مشروعات الإسكان الاجتماعي في حدائق العاصمة نوعين: واحد لمحدودي الدخل بمساحات تبدأ من 75 مترًا مربعًا  حتى 90 مترًا مربعًا للوحدة، والثاني 25 ألف وحدة لمتوسطي الدخل بمساحات من 100 إلى  120 مترًا مربعًا للوحدة.[8]
- إجمالى عدد وحدات المبادرة الرئاسية سكن كل المصريين لمحدودي الدخل بالمدينة، 92 ألفا و322 وحدة سكنية (29496 وحدة تم تنفيذها - 62826 وحدة جار تنفيذها).[9]